# Astronauta

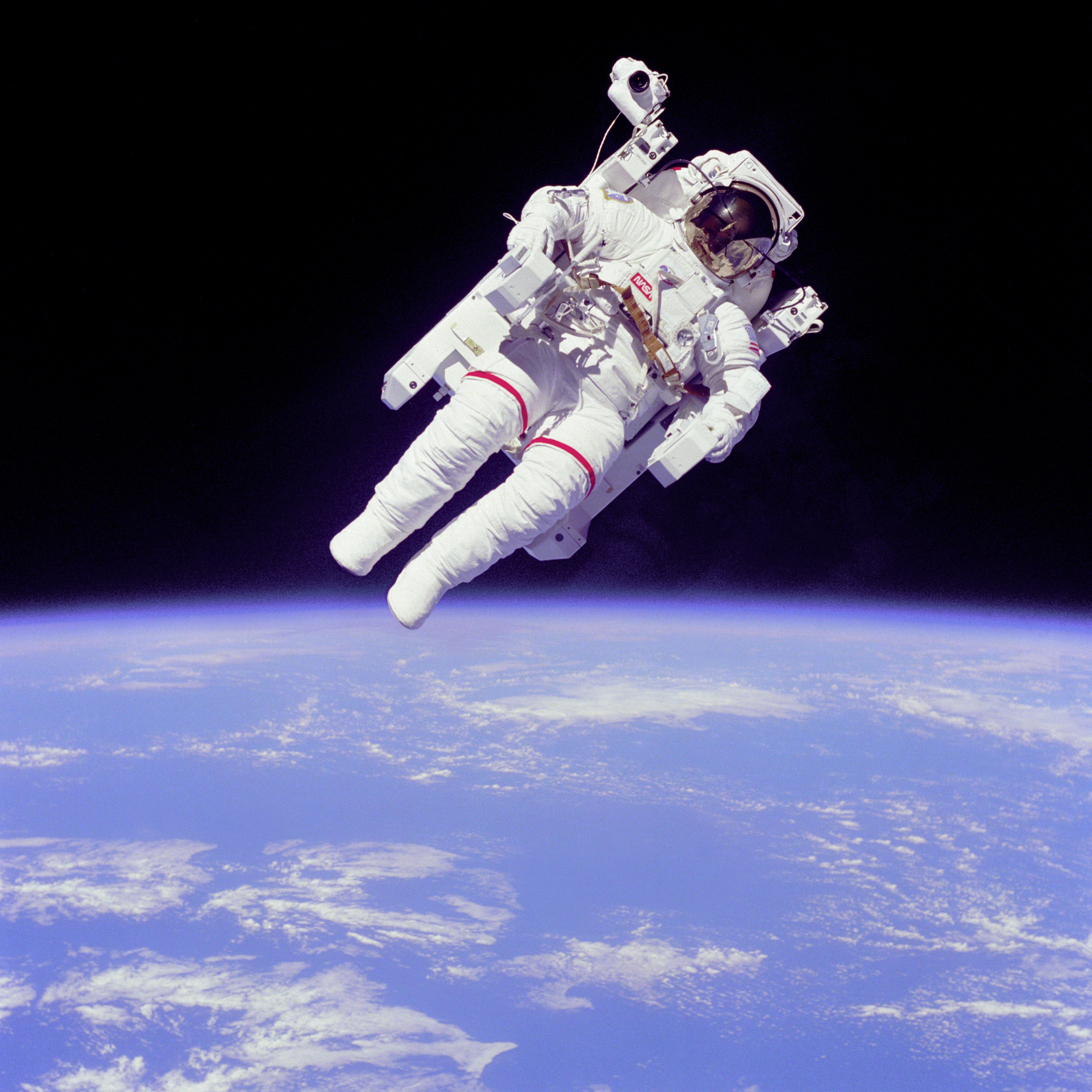
L'astronauta Bruce McCandless dello Space Shuttle. Fonte: NASA

Un astronauta o cosmonauta (in russo: космонавт, kosmonavt; in cinese: taikonauta) è un essere umano che viaggia nello spazio o che viene trasportato da qualcosa che lo fa soggetto primo dell'esplorazione spaziale umana.
I criteri per determinare il significato di "viaggio nello spazio" sono differenti a seconda della nazione, ma anche dell'agenzia coinvolta. Negli Stati Uniti sono infatti diversi gli Enti che nel corso del tempo hanno gestito i voli umani nello spazio: Forze Armate, NASA ed ultimamente la Federal Aviation Administration per i voli commerciali. Negli USA sono generalmente considerati astronauti coloro che superano un'altitudine di 50 miglia (circa 80 km); in Russia, invece, per volo spaziale si intende una traiettoria orbitale (orbita geocentrica) ovvero che la navicella debba fare almeno un giro attorno alla Terra; infine, la Federazione Internazionale Aeronautica (FAI) invece definisce voli spaziali quelli che superano i 100 km. A causa delle differenti convenzioni adottate, il numero totale di astronauti differisce quindi da fonte a fonte. Al 20 giugno 2011 un totale di 529 persone sono andate nello spazio, secondo la definizione americana, dove hanno totalizzato oltre 30 000 giorni, inclusi più di 100 giorni di passeggiate spaziali; alla stessa data, secondo la FAI, gli astronauti sono invece 523.
In occasione dei primi voli commerciali nello spazio, la FAA ha aggiunto alla definizione corrente in uso negli USA delle ulteriori restrizioni: se prima bastava aver fatto parte dell'equipaggio di un volo autorizzato dalla FAA a più di 80 chilometri di altitudine, adesso è richiesto che il candidato astronauta debba aver svolto attività fondamentali per la sicurezza del volo o aver dato con le proprie attività un contributo attivo alla sicurezza del volo umano nello spazio. La FAA in pratica esclude che un semplice passeggero passivo di un volo spaziale commerciale possa essere definito astronauta.
Le persone che ad oggi hanno effettuato viaggi nello spazio provengono da 38 diversi paesi.

## Il nome nelle varie lingue
Nelle varie nazioni si utilizzano termini differenti per definire il personale delle missioni spaziali; nella lingua latina il termine astronauta significa "navigatore tra gli astri" (ossia le stelle e i pianeti), mentre cosmonauta significa "navigatore nell’universo"; nella pratica comune i due termini vengono usati come sinonimi.
Per convenzione, un astronauta dell'Agenzia Spaziale Russa, o uno dell'ex Unione Sovietica, è definito cosmonauta. "Cosmonauta" deriva dal russo космонавт (kosmonavt) che a sua volta deriva dal greco kosmos (universo) e nautes (navigatore). Comunque negli Stati Uniti d'America, il termine «astronauta» è applicato alla persona non appena abbia iniziato l'addestramento, mentre in Russia, un individuo non è un «cosmonauta» fino a che non compie con successo il volo spaziale.
Il termine taikonauta è invece usato nel mondo occidentale per identificare un astronauta cinese. Il termine fu coniato in un newsgroup malese nel 1998. Il termine deriva dal cinese 太空 (tàikōng) che significa spazio. In Cina, tuttavia, è usato il termine 宇航员 (yǔhángyuán), ossia «navigatore dello spazio», per indicare sia gli astronauti che i cosmonauti e il termine più vicino che usa la parola tàikōng è 太空人(taikongren) che significa «persona dello spazio».
In India si usa ancora un altro termine, vyomanauta. Dal sanscrito व्योमन्  (vyoman, " cielo, spazio " ) +  -nauta. È stato coniato dall'ISRO per identificare la persona che viaggia nello spazio per il programma spaziale indiano, per distinguere gli astronauti indiani da quelli americani e dai cosmonauti russi.

## Pietre miliari nella storia dell'astronautica

### Premessa
Partendo dai presupposti teorizzati dallo scienziato russo Konstantin Ciolkovskij e dal peruviano Pedro Paulet, primo a costruire un motore a razzo alimentato a combustibile liquido nel 1895 e, nel 1900, primo a costruire un moderno sistema di propulsione a razzo, e attraversando tutti i tentativi volti a mettere a punto efficienti endoreattori nella prima metà del XX secolo, il 3 ottobre 1942 lo scienziato tedesco Wernher von Braun, durante un test, riuscì a far lasciare l'atmosfera terrestre ad un missile V2.
Durante voli preliminari a scopo scientifico, nel 1944, a Peenemünde si effettuarono voli di test entrando nella termosfera raggiungendo un apogeo di 189 km con un prototipo di razzi sonda per una futura versione, mai realizzata, con carichi scientifici. Questi esperimenti, di diretta derivazione bellica, furono i prodromi della futura navigazione umana dello spazio.

### Gli uomini e le donne delle missioni spaziali

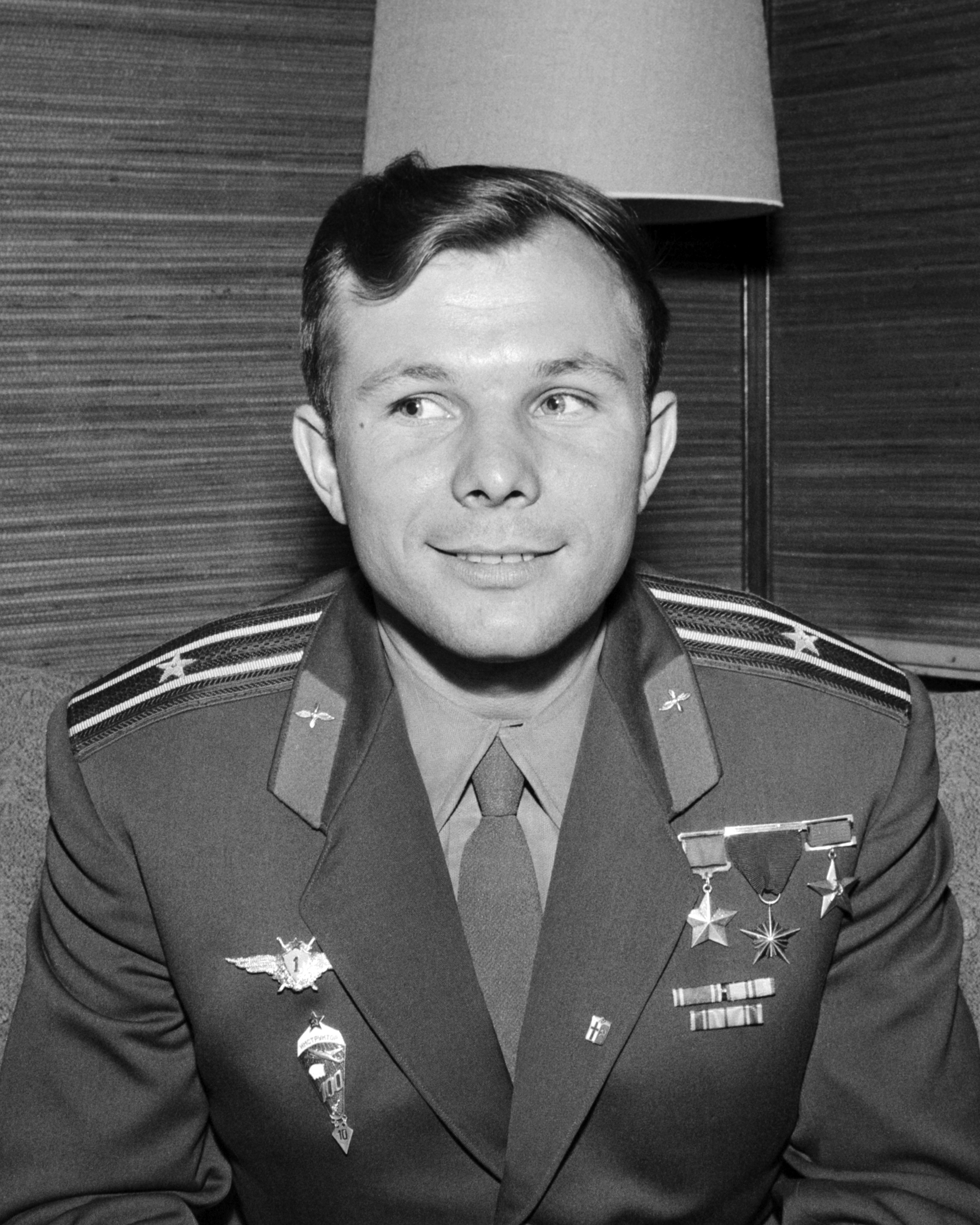
Jurij Gagarin, il primo cosmonauta

German Titov, il secondo e più giovane cosmonauta

Il primo oggetto lanciato in orbita attorno alla Terra è stato lo Sputnik 1, nel 1957. Con questo lancio iniziò la corsa allo spazio tra Stati Uniti e Unione Sovietica.
Il primo cosmonauta, fu Jurij Gagarin, che compì un'orbita intorno alla Terra a bordo della navicella Vostok 1; lanciato alle 06:07 UTC del 12 aprile 1961 dal cosmodromo di Bajkonur in Kazakistan, raggiunse un apogeo di 315 km. Il saluto di Gagarin pronunciato nel momento della partenza, la parola informale Poéchali! (Поехали! - "Andiamo!") successivamente divenne un'espressione utilizzata per riferirsi all'inizio dell'era spaziale. Con il successo della sua missione, Gagarin divenne celebre in tutto il mondo. L'epiteto di "pianeta azzurro", con il quale è conosciuta la Terra, deriva dalle parole che il primo uomo a poterla guardare dallo spazio ha pronunciato mentre l'osservava.
Nell'agosto successivo fu lanciata anche la Vostok 2, alle 06:00 UTC, con a bordo il venticinquenne German Titov, che effettuò 17 orbite intorno alla Terra in oltre 25 ore di volo. Si trattò del secondo e, fino ad allora, più lungo volo nello spazio di un essere umano. Ancora al giorno d'oggi Titov rimane il più giovane pilota ad avere volato nello spazio. Entrambe le missioni si conclusero con l'autoespulsione dell'astronauta dalla capsula con atterraggio nei dintorni della località russa di Saratov.
Nel 1962 la NASA riuscì a lanciare con esito positivo il suo primo razzo Mercury-Atlas 6 (MA-6) il 20 febbraio alle 14:47 con a bordo il pilota John Glenn il primo astronauta statunitense; si trattava della terza missione nello lo spazio per la NASA, ma le precedenti, la Mercury-Redstone 3 di Alan Shepard e la Mercury-Redstone 4 di Virgil Grissom erano stati voli suborbitali. La capsula Mercury venne chiamata Friendship 7 in onore dei primi 7 astronauti del programma spaziale statunitense. Nello stesso anno, il 24 maggio, la Mercury-Atlas 7 (MA-7) fu lanciata nello spazio con a bordo Malcolm Carpenter, ma la missione, per una serie di errori di manovre, portarono la sonda ad un rientro pericolosamente fuori bersaglio.
La Vostok 3, l'11 agosto 1962 alle ore 06:07, fu lanciata nello spazio con a bordo Andrijan Grigor'evič Nikolaev e il giorno dopo fu lanciata la Vostok 4 con a bordo Pavel Romanovič Popovič: per la prima volta orbitarono accoppiate due navicelle della stessa missione, che rimassero per quasi 4 giorni interi separate da una distanza minima di soli 6,5 km. Atterrarono quasi contemporaneamente a soli 7 min di distanza l'una dall'altra.
Il 3 ottobre 1962 alle 12:15 UTC, la NASA ci riprovò con il volo orbitale n.7 Mercury-Atlas 8 (MA-8), con a bordo il pilota Walter Marty Schirra che orbitò attorno alla Terra con un apogeo di poco meno di 283 km. Nel 1963 nella missione della NASA Mercury-Atlas 9 (MA-9), Gordon Cooper fu il primo astronauta statunitense a dormire una notte nello spazio portando con sé una telecamera.
Sempre nel 1962, l'Unione Sovietica lanciò altri due razzi ed eseguì il secondo volo in coppia nella storia umana, mentre la Vostok 5 con a bordo Valerij Bykovskij, lanciata il giorno 14 giugno alle 11:58, rimase per quasi 5 giorni nell'orbita terrestre, rappresentando al tempo il record di durata di una missione, rimanendo nell'attualità il volo in solitaria durato più a lungo.
La prima donna nello spazio Valentina Tereškova, fu lanciata nel volo orbitale n.10 il 16 giugno del 1963 alle 09:29 UTC a bordo del Vostok 6: effettuò 49 orbite terrestri, e dopo l'avvicinamento con la Vostok 5 fino a 5 km di distanza, l'astronauta scattò diverse importanti foto della superficie terrestre. Questa fu l'ultima missione del 1963 e l'ultimo volo della capsula Vostok, poiché nel 1964 l'URSS rivoluzionò completamente i voli orbitali con la costruzione della Voschod 1 (Vostok modificata per ospitare 3 persone anziché una), che per la prima volta portò in orbita un equipaggio di 3 cosmonauti, Vladimir Komarov, Boris Egorov e Konstantin Feoktistov. 

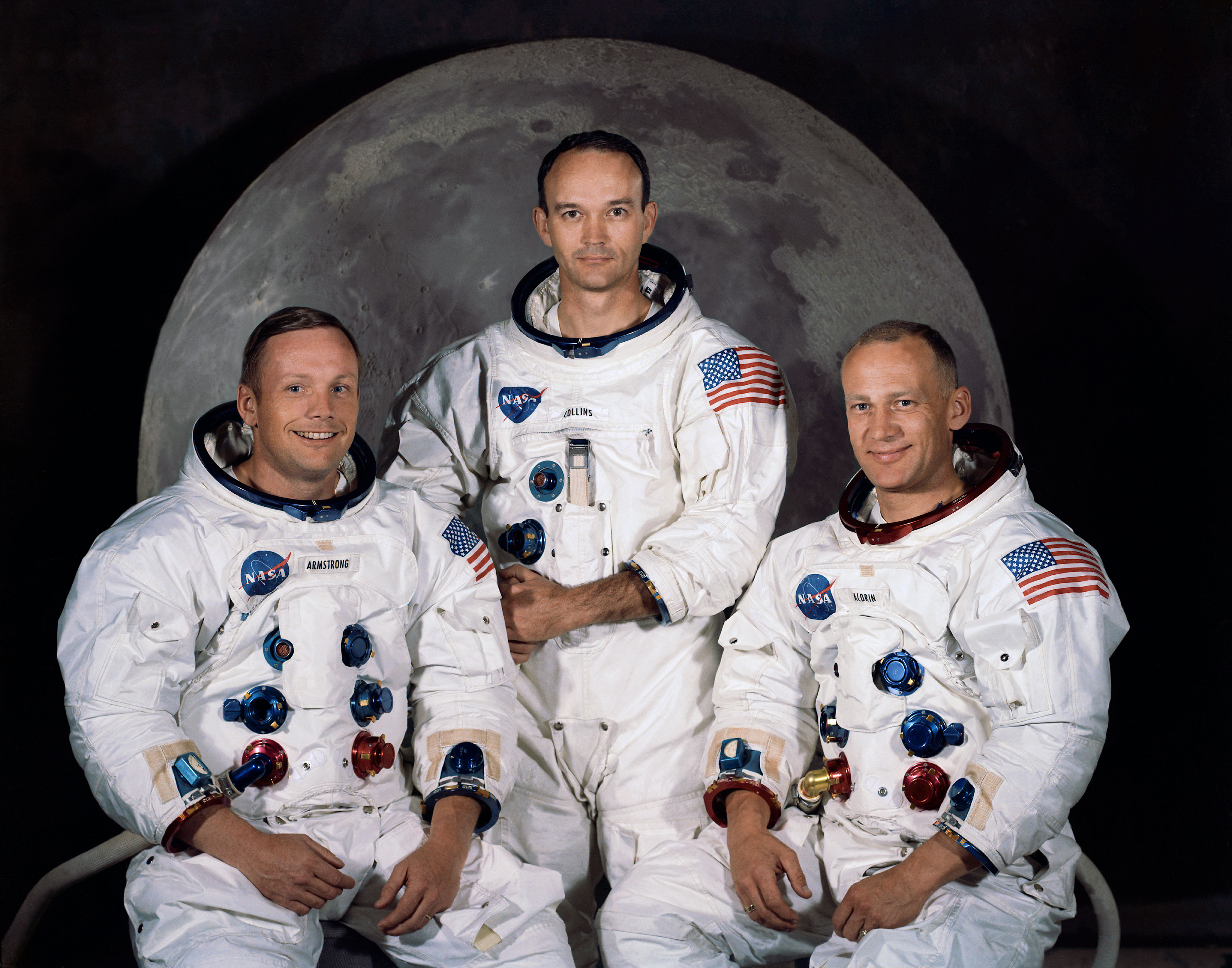
Neil Armstrong, Michael Collins e Buzz Aldrin, gli astronauti dell'Apollo 11

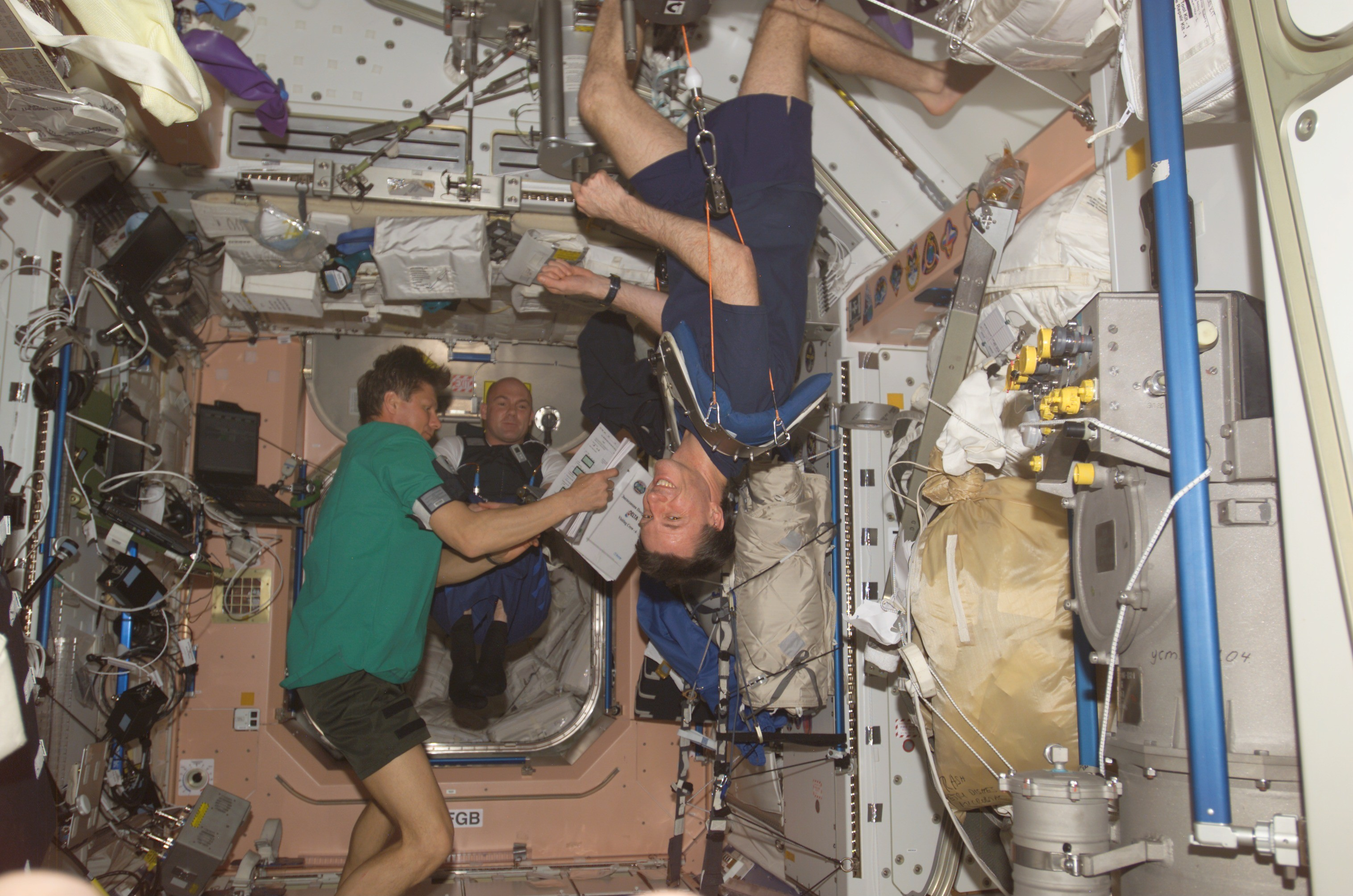
Astronauti nella Stazione spaziale internazionale (ISS)

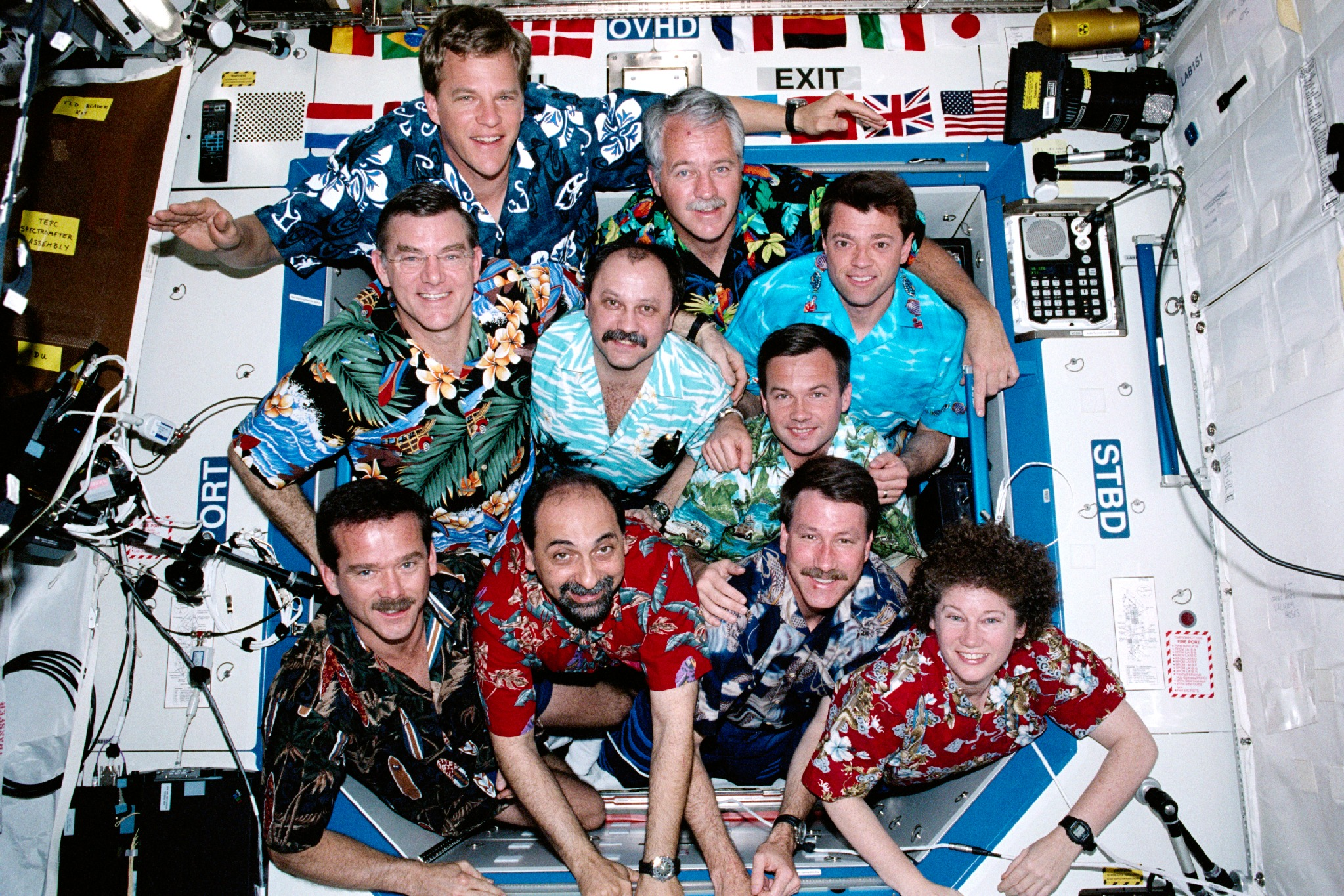
Guidoni e gli altri membri della missione STS-100 a bordo della ISS

Nel marzo del 1965, Aleksej Leonov compì la prima passeggiata spaziale, nel corso della quale gravi imprevisti misero a rischio la sua vita; la sua avventura non era però ancora finita: al rientro, il sistema di atterraggio automatico si ruppe e insieme al suo compagno Pavel Beljaev la manovró manualmente. Per evitare un pericoloso schianto sulla Terra, riuscirono a portare la navicella sopra gli Urali, si catapultarono fuori e dovettero sopravvivere per due giorni nei boschi degli Urali, prima di essere recuperati.
Il 21 luglio 1969, Neil Armstrong divenne il primo uomo a posare piede sulla Luna, nell'ambito della missione Apollo 11, a cui parteciparono anche Michael Collins e Buzz Aldrin. La frase di Armstrong, pronunciata nel momento di porre piede sul suolo lunare, primo uomo a camminare su un altro corpo celeste, divenne celebre:
(Neil Armstrong; )
La prima astronauta donna americana fu Sally Ride, che volò nello spazio nel 1983, mentre il primo astronauta non sovietico né statunitense fu il cecoslovacco Vladimír Remek, che fu mandato nello spazio nel 1978 sulla Sojuz 28. Il 23 luglio 1980, il vietnamita Phạm Tuân divenne il primo asiatico nello spazio a bordo dalla Sojuz 37. Il primo astronauta italiano fu Franco Malerba, a bordo dello Space Shuttle il 31 luglio 1992. Samantha Cristoforetti, il 22 novembre 2014 diventa la prima donna italiana nello spazio e terza europea in assoluto dopo la britannica Helen Sharman (1991) e la francese Claudie Haigneré (2001).
Il primo astronauta europeo a bordo della Stazione spaziale internazionale è stato Umberto Guidoni nel 2001 durante la missione dello Space Shuttle STS-100. Il primo sudamericano ad andare nello spazio e nella Stazione Spaziale Internazionale è stato il brasiliano Marcos Pontes nel 2006 con la Sojuz TMA-8.
Il primo astronauta cinese (taikonauta) fu Yang Liwei, lanciato il 15 ottobre 2003 con la Shenzhou 5. C'erano già stati però astronauti americani di origine cinese come Taylor Wang, Edward Lu e Leroy Chiao. La prima taikonauta donna cinese, Liu Yang, ha volato nello spazio nel luglio 2012.
La persona più giovane a viaggiare nello spazio fu German Titov, che volò con il Vostok 2 all'età di 26 anni. Il più vecchio fu John Glenn, che viaggiò con la missione STS-95 all'età di 77 anni. La permanenza più lunga nello spazio fu di Valerij Vladimirovič Poljakov con 438 giorni, mentre il record di permanenza per una donna appartiene all'italiana Samantha Cristoforetti con 199 giorni. Al 2003 il record di missioni spaziali a cui un individuo ha partecipato era di 7, detenuto da Jerry Lynn Ross e Franklin Chang-Diaz. La distanza maggiore dalla Terra raggiunta da un astronauta è di 401 056 km, nel corso dell'emergenza dell'Apollo 13.
Il primo astronauta a raggiungere lo spazio con una missione privata è stato nel 2004 Mike Melvill, a bordo della SpaceShipOne. Ci sono stati anche turisti spaziali a bordo di missioni governative, come Mark Shuttleworth, primo astronauta sudafricano e primo cittadino africano ad andare nello spazio, che nel 2002 volò sulla Sojuz TM-34.

## Astronauti internazionali
Fino alla fine degli anni settanta soltanto Stati Uniti e Unione Sovietica possedevano astronauti attivi. Nel 1976, i sovietici iniziarono il programma Intercosmos, che prevedeva l'uso, fino al 1989, di cosmonauti provenienti da 12 paesi socialisti (Cecoslovacchia, Polonia, Germania Est, Bulgaria, Ungheria, Vietnam, Cuba, Mongolia, Romania, India, Siria e Afghanistan, oltre al cosmonauta francese Jean-Loup Chrétien). Nello stesso anno, L'ESA selezionò 4 astronauti destinati alla prima missione Spacelab, a bordo dello Space Shuttle. Nel 1980 la Francia iniziò le selezioni per due astronauti (chiamati spazionauti), seguita nel 1982 dalla Germania Ovest, nel 1985 dal Giappone e nel 1988 dall'Italia. Molti altri scienziati e specialisti internazionali furono selezionati per le missioni dello Space Shuttle e della Sojuz. Nel 1998 l'ESA ha formato un unico corpo di 18 astronauti, sciogliendo i corpi nazionali di Germania, Francia e Italia.

## Selezioni
Gli astronauti e cosmonauti vengono selezionati per gruppi. Il primo gruppo di astronauti americani, chiamato Nasa Group 1 o Mercury Seven, era composto da sette astronauti e fu selezionato nell'aprile del 1959. Il primo gruppo di cosmonauti sovietici era composto da venti persone; le selezioni, iniziate alla fine del 1959, furono completate nel marzo del 1960. I sovietici selezionarono il primo gruppo di cosmonaute nel marzo del 1962; era composto da cinque donne, ma solo una (Valentina Tereškova) volò nello spazio.

## Addestramento
I primi astronauti, sia sovietici che americani, erano piloti di aerei da bombardamento, o anche piloti sperimentali provenienti dagli ambienti militari. Gli astronauti-militari ricevono una speciale medaglia celebrativa, conosciuta come Astronaut Badge, ottenuta dopo il completamento della missione spaziale. Fino ad oggi 18 astronauti sono morti in missione e circa altri 10 sono morti durante missioni di addestramento al suolo.